# Derrubadas
Derrubadas is een gemeente in de Braziliaanse deelstaat Rio Grande do Sul. De gemeente telt 3.391 inwoners (schatting 2009).

## Geografie

### Aangrenzende gemeenten
De gemeente grenst aan Esperança do Sul, Tenente Portela, Três Passos, Vista Gaúcha en Itapiranga (SC). 

#### Landsgrens
En met als landsgrens aan de gemeente El Soberbio in het departement Guaraní en de gemeente San Pedro in het departement San Pedro in de provincie Misiones met het buurland Argentinië.

### Beschermd gebied
- Parque Estadual do Turvo, bosgebied

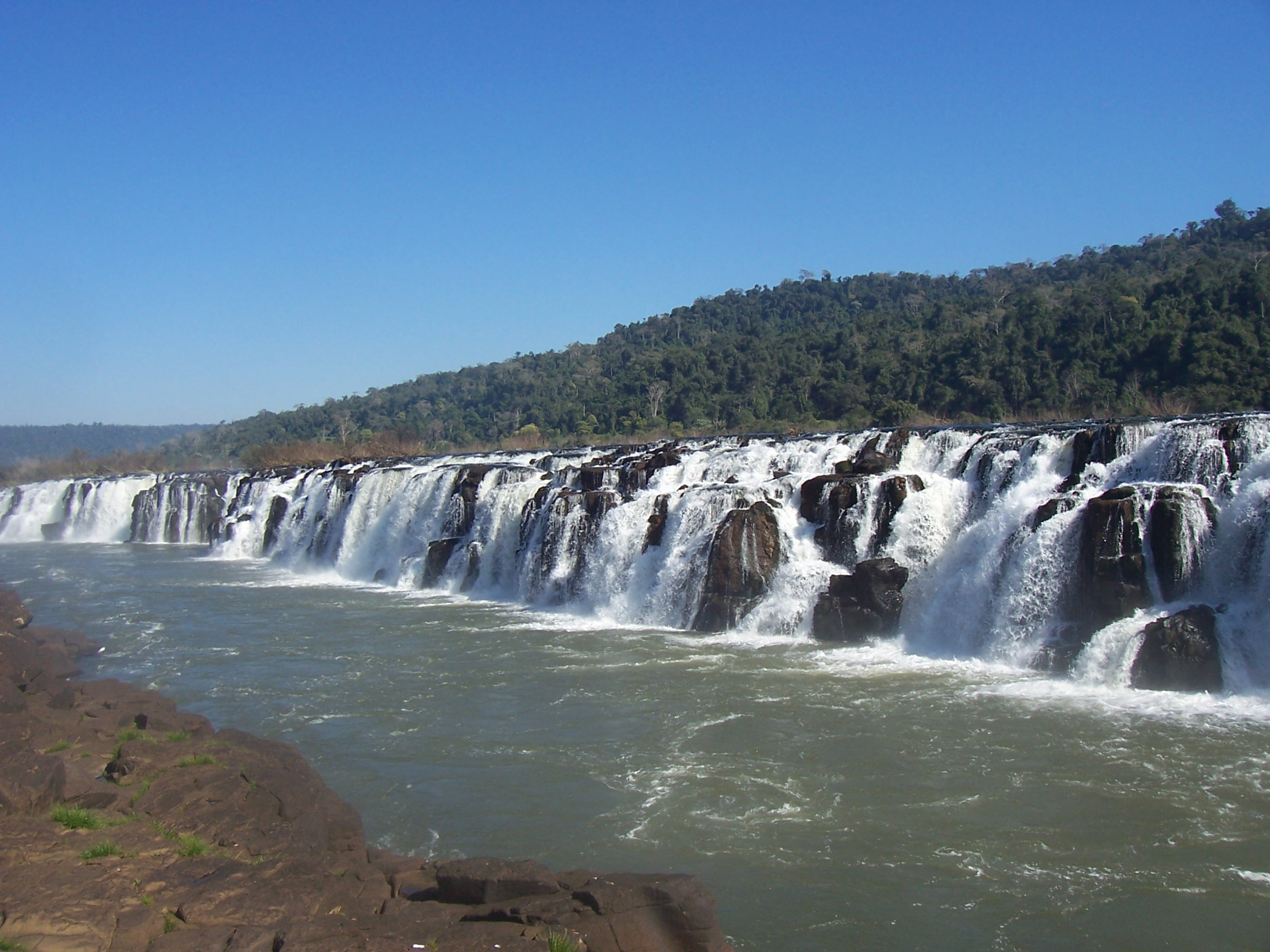
Salto do Yucumã, waterval in het park